# Alphabet samaritain
Cette page contient des caractères spéciaux ou non latins. S’ils s’affichent mal (▯, ?, etc.), consultez la page d’aide Unicode.
L’alphabet samaritain est l’alphabet utilisé par les Samaritains pour écrire les langues hébraïque, araméenne samaritaine (ou hébreu samaritain) et arabe. Bien que très souvent désigné comme un alphabet, c’est en fait un abjad, terme décrivant un système d'écriture ne notant que les consonnes de la langue (ou peu s’en faut), à la manière de l’écriture d’autres langues sémitiques. 
Il comprend 22 signes qui ne notent que les consonnes. Chaque signe, en plus de sa valeur phonétique, a aussi une valeur numérique. L’écriture va de droite à gauche.
L’alphabet samaritain est une variante de l’alphabet paléo-hébraïque et de l’alphabet phénicien. L’ancien alphabet hébreu a été abandonné par les juifs dans la seconde moitié du Ier millénaire av. J.-C., et remplacé par l’actuel alphabet hébreu, mais il a été conservé par les samaritains.

## L'alphabet samaritain
| Chiffre Unicode | Alphabet Samaritain | Nom de lettre  | Alphabet Phénicien | Alphabet Hébreu (finale) normale | Alphabet Latin          |
| --------------- | ------------------- | -------------- | ------------------ | -------------------------------- | ----------------------- |
| 0800            | ࠀ                   | Aleph ā'lāf    | 𐤀                  | (א) א                            | A a                     |
| 0801            | ࠁ                   | Beth bīt       | 𐤁                  | (ב) ב                            | B b                     |
| 0802            | ࠂ                   | Gimel gā'mān   | 𐤂                  | ג                                | C c, G g                |
| 0803            | ࠃ                   | Dalet dā'lāt   | 𐤃                  | ד                                | D d                     |
| 0804            | ࠄ                   | He īy          | 𐤄                  | (ה) ה                            | E e                     |
| 0805            | ࠅ                   | Vav bâ         | 𐤅                  | ו                                | F f, U u, V v, W w, Y y |
| 0806            | ࠆ                   | Zayin zēn      | 𐤆                  | ז                                | Z z                     |
| 0807            | ࠇ                   | Het īt         | 𐤇                  | ח                                | H h                     |
| 0808            | ࠈ                   | Tet ţīt        | 𐤈                  | ט                                | T t                     |
| 0809            | ࠉ                   | Yod yūt        | 𐤉                  | (י) י                            | I i, Ï ï, J j           |
| 080A            | ࠊ                   | Kaf kâf        | 𐤊                  | (ך) כ                            | K k                     |
| 080B            | ࠋ                   | Lamed lā'bāt   | 𐤋                  | (ל) ל                            | L l                     |
| 080C            | ࠌ                   | Mem mīm        | 𐤌                  | (מ) ם                            | M m                     |
| 080D            | ࠍ                   | Nun nūn        | 𐤍                  | (ן) נ                            | N n                     |
| 080E            | ࠎ                   | Samech sin'gât | 𐤎                  | ס                                | X x                     |
| 080F            | ࠏ                   | Ayin īn        | 𐤏                  | ע                                | O o                     |
| 0810            | ࠐ                   | Pe fī          | 𐤐                  | פ                                | P p                     |
| 0811            | ࠑ                   | Tsadi şâ'dīy   | 𐤑                  | צּ                                |                         |
| 0812            | ࠒ                   | Qof qūf        | 𐤒                  | ק                                | Q q                     |
| 0813            | ࠓ                   | Resh rīš       | 𐤓                  | ר                                | R r                     |
| 0814            | ࠔ                   | Shin šān       | 𐤔                  | שׁ                                | S s                     |
| 0815            | ࠕ                   | Tav tāf        | 𐤕                  | ת                                | T t                     |